# Shōgo Arai

Shōgo Arai

Shōgo Arai (jap. 荒井 正吾, Arai Shōgo; * 18. Januar 1945 in Yao, Präfektur Osaka) ist ein parteiloser japanischer Politiker, ehemaliger Abgeordneter im Sangiin, dem Oberhaus des nationalen Parlaments, für die Präfektur Nara und von 2007 bis 2023 Gouverneur von Nara.
Arai schloss 1968 sein Studium an der rechtswissenschaftlichen Fakultät der Universität Tokio ab und wurde Beamter im Verkehrsministerium. 1972 absolvierte er ein Graduiertenstudium an der Maxwell School of Citizenship and Public Affairs der Syracuse University, in den 1990er Jahren stieg er im Ministerium zu Abteilungsleiterpositionen auf. 1999 wurde er Leiter der Kaijō Hoan-chō, der damals dem Verkehrsministerium unterstellten Behörde der japanischen Küstenwache. 2001 trat er zurück, beendete seine Beamtenlaufbahn und wandte sich der Politik zu.
Bei der Sangiin-Wahl 2001 bewarb sich Arai als Kandidat der Liberaldemokratischen Partei (LDP) für das einzige Mandat in der Präfektur Nara und konnte den Demokraten Takeshi Maeda um rund 30.000 Stimmen schlagen. 2003 war er unter dem zweiten Kabinett Koizumi parlamentarischer Staatssekretär im Außenministerium. Im Sangiin war er ab 2006 Vorsitzender des Ausschusses für Bildung, Kultur, Sport, Wissenschaft und Technologie. Im März 2007 legte er sein Abgeordnetenmandat nieder, um sich bei den einheitlichen Regionalwahlen im April um die Nachfolge von Naras Gouverneur Yoshiya Kakimoto zu bewerben, der sich nach vier Amtszeiten zurückzog. Mit formaler Unterstützung von LDP und Kōmeitō, aber nur gegen eine kommunistische Gegenkandidatin erhielt er zwei Drittel der Stimmen.
Ein Thema seiner Amtszeit ist die von Osakas Gouverneur Tōru Hashimoto vorangetriebene Schaffung eines „Zweckverbands Kansai“, an dessen Gründung sich Nara unter Gouverneur Arai anders als die anderen Präfekturen der Region zunächst nicht beteiligte (Beitritt erst im Dezember 2015). Er begründete dies mit der geringeren Wirtschafts- und Finanzkraft seiner Präfektur, hatte aber auch Zweifel am Nutzen der neuen Verwaltungsstruktur. Der Zweckverband Kansai, der nach dem Tōhoku-Erdbeben 2011 eine gemeinsame Reaktion der Präfekturen Kansais, z. B. bei der Aufnahme der Evakuierten aus dem Katastrophengebiet erlaubte, war auch ein Thema von Arais Wiederwahlkampf bei der Gouverneurswahl 2011. Bei der Wahl wurde er – diesmal gegen zwei Kandidaten, darunter ein von Hashimoto unterstützter Unabhängiger – mit rund 50 % der Stimmen für weitere vier Jahre wiedergewählt. Auch 2015 gegen Makoto Yamashita und 2019 gegen den Ex-Nationalabgeordneten Kiyoshige Maekawa wurde er wiedergewählt.

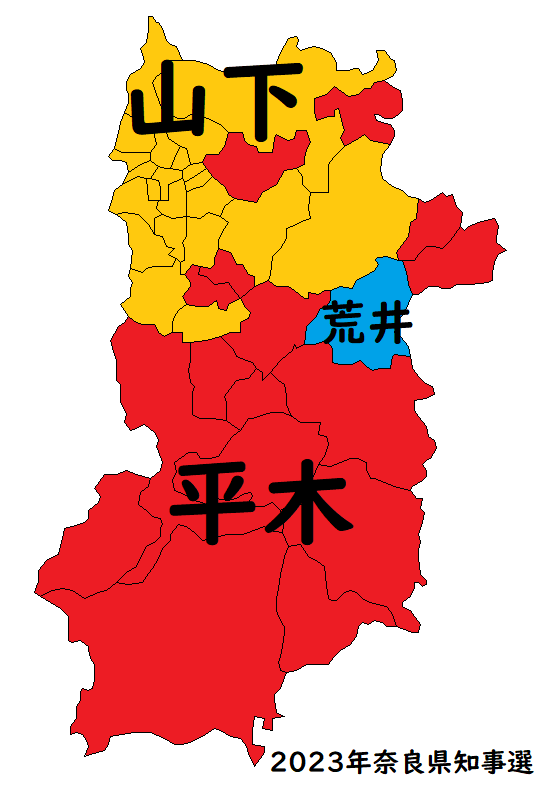
Sieger der Gouverneurswahl in Nara 2023 nach Gemeinde: Yamashita gelb, Hiraki rot, Arai blau

Bei der Gouverneurswahl 2023 (immer noch Teil der einheitlichen Wahlen im April) landete Arai mit Unterstützung aus der DVP mit 16 % der Stimmen nur noch auf dem dritten Platz hinter dem nun von der Nippon Ishin no Kai nominierten Makoto Yamashita und dem von den beiden großen etablierten Nationalparteien LDP und KDP unterstützten Shō Hiraki und war damit nach vier Amtszeiten abgewählt.